# Коровин, Василий Дмитриевич
Васи́лий Дми́триевич Коро́вин — русский писатель. 
С начала 1870-х помещал в мелких московских изданиях беллетристические произведения, показав в них наблюдательность и теплоту. Некоторые из них собраны в книге: «Идеалы и жизнь» (М., 1885). Затем Коровин обратился к детской и популярно-народной литературе; из этих его работ большая часть издана «Общество распространения полезных знаний». Лучшие из них: «Две капельки. Метаморфозы воды» (М., 1877, 2 изд., 1880); «Маленьким грамотеям» (М., 1879); «На пользу и забаву» (М., 1879); «Доктор Дженнер, изобретатель оспопрививания» (М., 1882); «Чудодейственная сила» (2 изд., М., 1886); «В дремучем лесу» (М., 1887).